# 拉雅方言
拉雅方言(宗喀语: ལ་ཡ་ཁ་, ལ་ཡག་ཁ་；威利转写：la-ya-kha、la-yag-kha)是一种藏语方言，由土著拉雅人使用，他们生活在不丹西北部山地加萨宗拉雅村。使用者还生活在廷布宗北部Lingzhi格窝和普纳卡宗。使用者和藏族关系很近。大多数人都生活在海拔3850m上下，就在曾达刚峰脚下。拉雅方言使用者也被不丹人称为“Bjop”，带有居高临下的语气。截至2003年有1,100使用者。
拉雅方言是宗喀语，不丹官方语言的方言。:1拉雅方言和宗喀语的互通度很低，主要是一些基础词汇和语法。